# 富尔巴门-夸德拉罗站
富爾巴門-夸德拉羅站（義大利語：Porta Furba - Quadraro）是羅馬地鐵A線的車站，位於夸德拉羅區與富爾巴門（Porta Furba）附近，因而得名。富爾巴門-夸德拉羅站開通於1980年2月16日.